# 坦普爾-斯威夫特-林尼爾彗星
11P／坦普爾-斯威夫特-林尼爾彗星（11P/Tempel–Swift–LINEAR）是我們太陽系內的一顆週期彗星。 

## 歷史
這顆彗星最初是坦普爾在馬賽於1869年11月2日發現的。然後，路易斯·斯威夫特在沃納天文台於1880年10月11日發現了一顆彗星，並被認定是同一顆彗星。
從1908年起，這顆彗星就未曾再被觀測到，但是在2001年12月7日，林肯近地小行星搜尋計畫（縮寫LINEAR的中文發音為林尼爾）發現在9月10日和10月17日觀測到的一個天體影像，被證實就是這顆消失的彗星。但自2002年起這顆彗星再度失蹤。這顆彗星於2008年的回歸也成為未能順利觀測到的鬼影，因為當它通過近日點時是在太陽的另一側。